# NGC 2283
NGC 2283 ist eine Balken-Spiralgalaxie vom Hubble-Typ SB(s)cd im Sternbild Canis Major südlich des Himmelsäquators. Sie ist schätzungsweise 30 Millionen Lichtjahre von der Milchstraße entfernt und hat einen Durchmesser von etwa 35.000 Lj.
Im selben Himmelsareal befindet sich u. a. die Galaxie IC 2171.
Das Objekt wurde am 6. Februar 1785 von Astronom William Herschel mit einem 18,7-Zoll-Reflektor entdeckt.

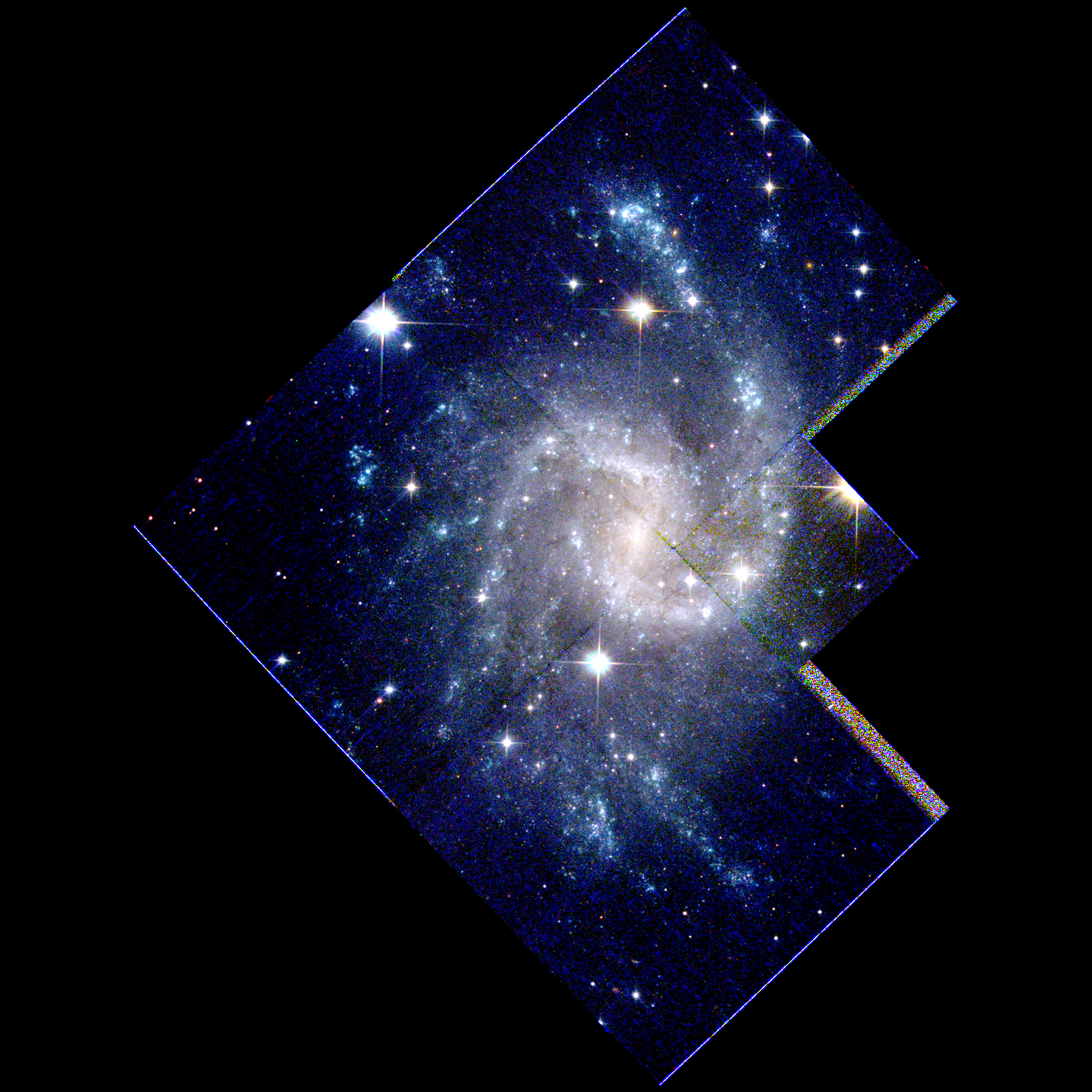
Aufnahme des Hubble-Weltraumteleskops
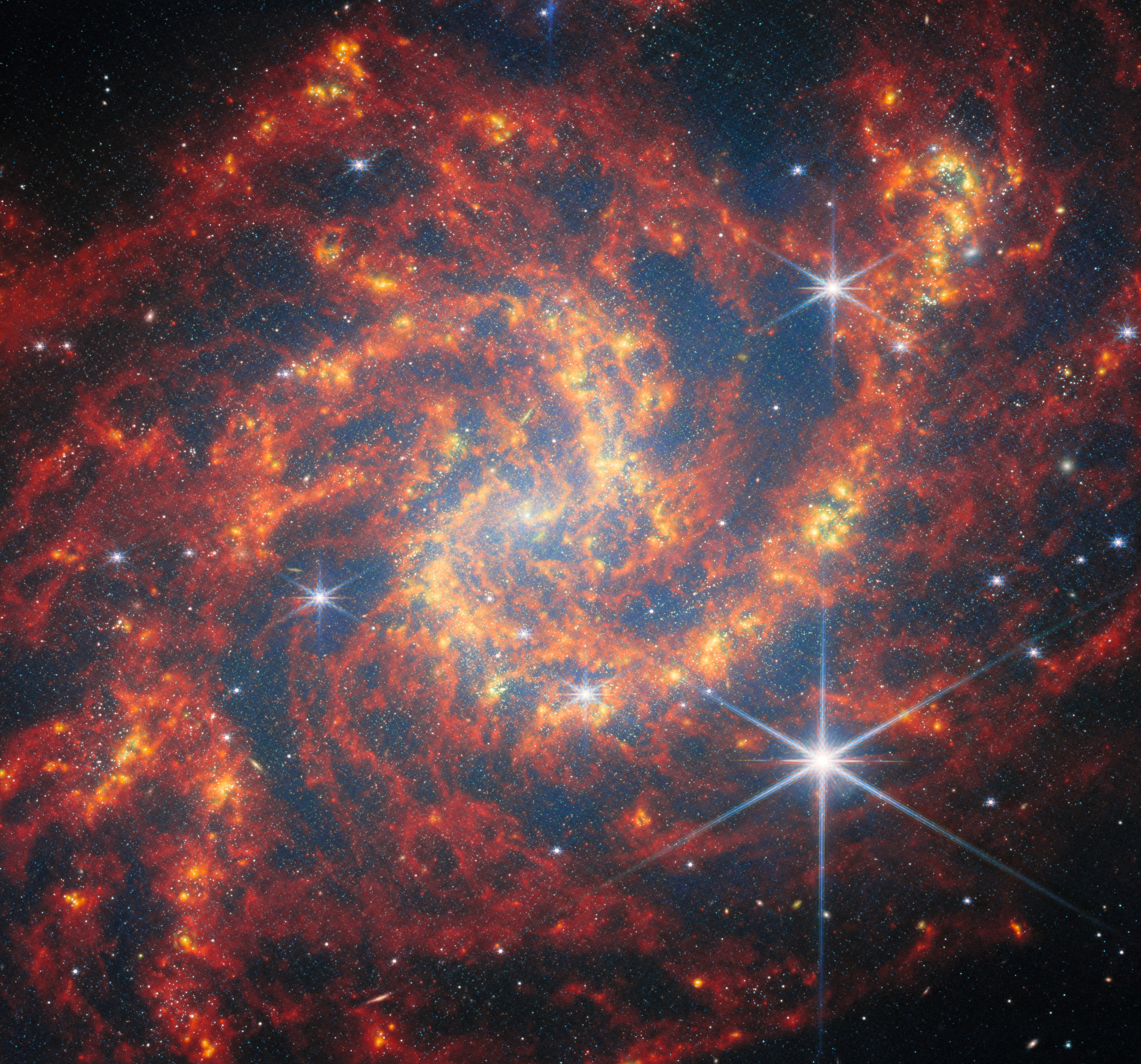
Infrarotaufnahme des zentralen Bereich mithilfe des James-Webb-Weltraumteleskops
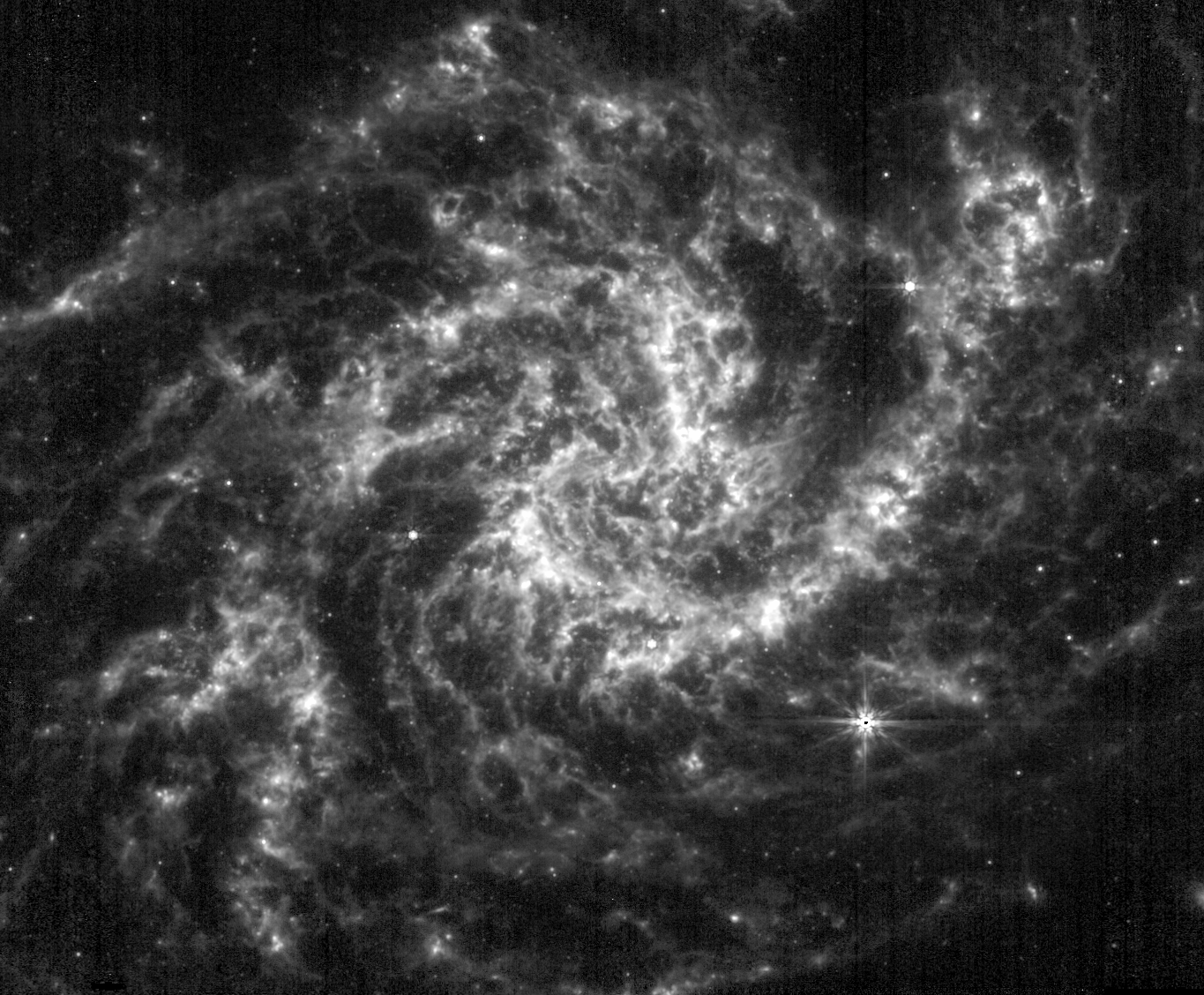
MIRI-Aufnahme des James Webb-Weltraumteleskops